# Tri botre lisičice
Tri botre lisičice je slovenska rezijanska ljudska pripovedka, ki je bila prvič objavljena leta 1973. 

## Uvod
Tri botre lisičice je rezijanska ljudska pravljica, ki jo je zapisal etnolog Milko Matičetov in je leta 1973 prvič izšla v zbirki Zverinice iz Rezije.  10. februarja 1964 je v zaselku Ta pod klancom v Reziji Stefano di Florino to pripovedko povedal Štifen Taw Mlinu, nato pa jo je Milko Matičetov zapisal. Izšla je tudi v zbriki Slovenske ljudske pravljice, leta 1992, kjer so še ostale pravljice kot so Janček ježek, Zlata ptica in podobne. Objavljena je bila tudi v zbirki Cicibanov vrtiljak. Gre za napol avtorsko pripoved, ki naj bi si jo ljudski pravljičar sam izmislil za svoje otroke, kar pojasnjuje vključitev številnih modernih, za živalsko ljudsko pripovedko nenavadnih elementov (avtomobil, televizija, gramofon…). Za popularnost in urejenost je poskrbela Ančka Gošnik Godec s svojimi ilustracijami iz leta 1976.
Rezija je dežela na vzhodu Italije, ki je bila priključena k Sloveniji a so ozemlja po 2. svetovni vojni razdelili tako, da je sedanja  Rezije v Italiji. Dežela ima svojo kulturo, svoje navade in posebne običaje, kar se odraža na umetnosti in nasplošno. 
Rezijanske ljudske pravljice imajo to čast, da jih vsako leto na novo uprizorijo v lutkovnih gledališčih povsod po Sloveniji. Uprizarjajo jih zato ker so smešne, jedrnate in poučne za otroke.

## Obnova
Živele so 3 lisičice in vse tri so si bile botrice. Vsaka je živela na svojem koncu. Prva je imela vilo na Brajdi, druga sredi Loga in tretja na kocu Loga. Prva botra lisičica se je nekega dne odločila, da bo obiskala svojo botrico, ki živi sredi Loga. Lepo se je oblekla in naličila ter s svojim dolgim avtomobilom kmalu prispela v Log. Druga botra lisičica je imela krasno vilo in je takoj prvo botro lisičico povabila naprej, ko je opazila da je ta malo zmedena, zmedla pa jo je preproga na hodniku ki je bila polna izvezenih rib. Tako sta se malo poveselili, spili vino, pojedli purana, natrgali rože in ko se je že prva botra lisičica odpravljala domov se je druga spomnila, da bi skupaj lahko obiskali tretjo botro lisičico na koncu Loga. Tako se je še druga botra lisičica lepo napravila in vsaka s svojim avtomobilom sta odhiteli na konec Loga. Tretja botra lisičica je imela še lepšo in razkošnejšo vilo in bila je zelo vesela njunega obiska. Skupaj so vstopile v sobo poslikano z živalmi in rastlinami in zopet so pile in jedle, nato so še zaplesale. Kasneje sta se prvi dve botri lisičici odpravili domov, pospremili ena drugo, spili še nekaj kozarčkov in tako zaključili dan.

## Interpretacija dela
Besedilo te pravljice je poenostavljeno, zgodba ni tipično pravljična saj nima izrazite zasnove, zapleta in razsnove vendar lahko opazimo nekakšne prehode iz pripovedovanja do samih dejanj in na koncu zaključek. Na začetku zgodbe avtor na kratko predstavi glavne osebe ki nastopajo v pravljici, omeni tudi kraje, kjer se bodo stvari odvijale, nato se zgodba kar prične. Kraj dogajanja je omenjen kot kraj (Brajda in Log) ter kot objekt, tri vile. V zgodbi nastopajo tri botre lisičice in skakelj, za katerega kasneje izvemo da je služabnik pri tretji botri lisičici. Pojavlja se pravljično število 3, 3 vile in 3 botrice. Avtor nekako primerja vsako botrico in stopnjuje materialne dobrine lisičic in način oblačenja, tako da je prva botrica lepo oblečena, ampak se druga botrica še lepše obleče in druga botrica ima razkošno vilo a tretja ima še razkošnejšo. Druga botrica ima tudi daljši avto od prve.
V pravljici opazimo tudi veliko ponavljanja, pretiravanja, pomanjševalnice, veliko okrasnih pridevkov in razlaganja, tako da je zgodbica lahko jasna tudi mlajšim otrokom, ki potrebujejo podrobnejšo razlago, da si stvari lahko predstavljajo. Jezik, kateri je uporabljen v pravljici, je bolj pogovorni ( ˝tule, zdajle…˝). V pravljici sta tudi dve manj znani besedi, ki sta označeni z zvezdico in z dvema zvezdicama in sta na koncu razloženi. To sta *skakelj = kobilica in  **čamurče = gamsi.  
Dogodki v pravljici si lepo sledijo, od obiska prve botrice ki je obiskala drugo do obiska prvih dveh botric ki sta obiskali tretjo. V delu opazimo, da botrice ves dan samo uživajo, uživajo v hrani, pijači, plesu, glasbi, v opazovanju vrta in okolice. Celotno delo je lahko razumljivo, lepo zapisano, za starejše otroke malo suhoparno zaradi preveč enostavne zgradbe stavkov in samega dela. Delo ni predolgo, iz njega lahko tudi vzamemo kakšno idejo za izkoristek prostega časa.

## Primerjava z drugimi pravljicami
Glede na vsebino je zelo malo pravljic, ki bi bile podobne Trem botram lisičicam. Zgodba nima nobenega preobrata, dobro ne zmaga nad zlim. Obstaja veliko pravljic, ki imajo pravljično število živali:
- Ivan Gantschev: Trije zajčki, Ljubljana: Epta, 2001
- Čudežni milnček: ruska pravljica - Trije medvedi, Ljubljana: Mladinska knjiga, 2002
- Marin Waddell: Mami, kje si, Ljubljana: Epta, 1994 (tri sove)
- Piotr in Josef Wilkon: Mačji izlet, Ljubljana: Založba Kres, 1991 (tri mačke)

Prav tako je veliko pravljic, kjer nastopajo lisice:
- Franček Rudolf: Medvedje zajčje, lisičje, Ljubljana: Založba Tangram, 1993
  - Lisica in njene sanje
  - Kako je lisica nehala biti zvita
  - Volk in lisica stavita
- Kristina Brenkova: Deklica Delfina in lisica Zvitorepka, Ljubljana: MK, 1984
- Ezop: Lisica in orel, Zagreb : Naša djeca, 1981
- ruska pravljica: Deklica in lisica, Ljubljana: MK, 1984
- Janez Trdina: Lisica, volk in medved, Ljubljana: MK, 1977

Največkrat so njeni prijatelji ali sovražniki volk, zajec in ostale gozdne živali.

## Izdaje pravljice
- Milko Matičetov: Tri botre lisičice, Ljubljana: Mladinska knjiga, 1983 (COBISS)
- Milko Matičetov: Tri botre lisičice, Ljubljana: Mladinska knjiga, 1990 (COBISS)

Pripoved je bila večkrat izdana skupaj z ostalimi slovenskimi ljudskimi pravljicami:
- Jože Benigar et alli: Slovenske ljudske pravljice, Ljubljana: Mladinska knjiga, 2005 (COBISS)